# Ferdinand Foerster
Maximilian Ferdinand Foerster (* 12. Juni 1834 in Düsseldorf; † 17. Dezember 1881 in Neuss) war ein deutscher Verwaltungsjurist und Politiker in Preußen.

## Leben und Herkunft
Foerster war ein Sohn des Landrats Maximilian Förster und dessen Ehefrau Josefine, geborene Herfeldt. Er besuchte das Gymnasium in Düren. Nach dem Abitur im Jahr 1853 begann er an der  Rheinischen Friedrich-Wilhelms-Universität Rechtswissenschaft zu studieren. 1854 wurde er im Corps Teutonia Bonn recipiert. Als geklammerter Consenior inaktiviert, wechselte er an die Ruprecht-Karls-Universität Heidelberg. 1856 wurde er Auskultator beim Landgericht Aachen, sowie Regierungsreferendar bei der Regierung in Düsseldorf (1858) und der Regierung in Stettin (1860). Am 10. Januar 1862 wurde er Regierungsassistent und am 9. Februar 1862 wurde er der Regierung in Bromberg überwiesen. Im Herbst 1862 wurde er zwecks Ausbildung beurlaubt um im November 1863 zunächst zur Regierung in Köslin und 1864 wieder zur Regierung Bromberg zu wechseln. Im Dezember 1864 wurde er vertretungsweise mit der Verwaltung des Kreises Hohensalza betraut. Am 12. Juni 1865 wurde er zum kommissarischen Landrat des Kreises Daun ernannt wurde. Nach seiner definitiven Ernennung am 4. April 1866 mittels Allerhöchster Kabinettsorder wurde er am 17. April 1866 in sein Amt eingeführt. 
Als Mitglied der Freikonservativen Partei vertrat er 1867–1870 den Wahlkreis Daun-Bitburg-Prüm im Preußischen Abgeordnetenhaus. Nach 5 Jahren Tätigkeit als Landrat in Daun ließ sich der unverheiratet gebliebene Foerster am 24. Juni 1871 auf eigenen Antrag aus dem Staatsdienst verabschieden, um Direktoriumsmitglied bei der Rheinischen Eisenbahn-Gesellschaft in Köln zu werden. Er wurde nur 47 Jahre alt.